# Ernesto Fonseca Carrillo
Artikeln följer den spanska namnseden; faderns efternamn är Fonseca och moderns efternamn Carrillo.
Ernesto Fonseca Carrillo, går under smeknamnet Don Neto, född 1 augusti 1930 i Badiraguato i Sinaloa, är en mexikansk före detta knarkkung. Han ledde, tillsammans med Rafael Caro Quintero och Miguel Ángel Félix Gallardo, brottssyndikatet Cártel de Guadalajara mellan 1980 och 1989. Cártel de Guadalajara var den dominanta drogkartellen i Mexiko som förde in först marijuana och sen senare annan narkotika som bland annat kokain in till USA, när bundsförvanten Félix Gallardo kom i kontakt med de colombianska kartellerna Calikartellen och Medellínkartellen via honduranen Juan Matta-Ballesteros.
Han lärde känna Caro Quintero och Félix Gallardo från när de tre var medlemmar hos knarkkungen Pedro Avilés Pérez och dennes smugglingsorganisation på 1970-talet, Fonseca Carrillo var den som var kassör och skötte det finansiella åt Avilés Pérez. Den 15 september 1978 blev Avilés Pérez skjuten till döds av mexikanska federala poliser i staden Culiacán. Fonseca Carrillo gick ihop med de nämnda och 1980 grundade de Cártel de Guadalajara. På tidigt 1980-tal tillbringade han en del tid i den amerikanska staden San Diego i Kalifornien, den amerikanska narkotikapolisen United States Drug Enforcement Administration (DEA) fick upp ögonen för honom och anklagade honom för penningtvätt 1982. Innan DEA fick tillstånd att utföra närmare utredning så som telefonavlyssning, flydde Fonseca Carrillo tillbaka till Mexiko.
Två år senare fick DEA information om att Cártel de Guadalajara hade ett plantage i delstaten Chihuahua och som gick under namnet Rancho El Búfalo. Den var mer än 1 000 hektar stor och där de odlade årligen marijuana till ett dåtida värde av åtta miljarder dollar och kunde förse hela den amerikanska narkotikamarknaden med marijuana. DEA, mexikanska federala poliser och den mexikanska armén drog igång en operation, ledd av DEA-agenten Enrique "Kiki" Camarena, och de slog till mot Rancho El Búfalo och förstörde nästan 11 000 ton marijuana till ett värde på 2,5 miljarder dollar. Det gick svallvågor inom drogkartellen och man utlyste hämnd. Caro Quintero var ursinnig och beordrade om att Camarena skulle mördas. Den 7 februari fann de Camarena och kidnappade honom och utsatte Camarena för ohygglig tortyr och hölls i liv i mer än 30 timmar via läkemedel. Samma öde gick piloten, som flög Camarenas helikopter, Alfredo Zavala Avelar till mötes. När kropparna återfanns drog USA igång en av de största operationerna som amerikansk rättsväsende har gjort i syfte att hitta gärningsmännen och det tog inte långt tid innan de kunde identifiera individer som bland andra Fonseca Carrillo som var delaktiga i detta. Den 7 april kunde mexikanska myndigheter lokalisera honom till Puerto Vallarta i Jalisco, de slog till och arresterade Fonseca Carrillo och 23 andra individer, där många var före detta anställda vid den mexikanska säkerhetstjänsten Dirección Federal de Seguridad (DFS). Han dömdes till 40 år i fängelse. 2016 blev han överförd från fängelse till husarrest på grund av hög ålder och sviktande hälsa.
Han är farbror till Amado Carrillo Fuentes, som ledde Cártel de Juárez mellan 1993 och 1997.